# Jonathan Hyde
Jonathan Hide (Brisbane, 21 de maio de 1948) é um ator australiano.

## Filmografia
- Caravaggio (1986)
- Riquinho (1994)
- Jumanji (1995)
- Titanic (1997)
- Anaconda (1997)
- A Múmia (1999)
- The Mummy Returns (2001)
- The Mummy: Tomb of the Dragon Emperor (2008)
- The Strain

(2014 - 2017)
- Trollhunters - Tales of Arcadia (2017)